# Bonnya
Bonnya is een plaats (község) en gemeente in het Hongaarse comitaat Somogy. Bonnya telt 325 inwoners (2001).